# Neoplasta bivittata
Neoplasta bivittata är en tvåvingeart som beskrevs av Philippi 1865. Neoplasta bivittata ingår i släktet Neoplasta och familjen dansflugor. Inga underarter finns listade i Catalogue of Life.